# 包头市第一中学
包头市第一中学地处内蒙古包头市东河区青山路，是自治区首批重点中学，始建于1925年6月12日，前身为绥远省立第二中学，由当时西北边防督办冯玉祥将军创办，首任校长为孙则让，是自治区建校最早、历史最长的中学之一。2020 年整体搬迁至青山路新校区，占地约 252 亩，总建筑面积 10.08 万平方米，成为自治区硬件设施最先进的学校之一。校训为敦品励学、尊师爱生。2001年后，学校取消了初中部，成为纯高中，只招收应届初中毕业生，2020年迁入新校址之后，重新设立初中部。

## 校名变更
- 绥远特别行政区立第二中学（1925年6月－1929年3月）
- 绥远省立第二中学（1929年3月－1937年10月）
- 抗战爆发学校被迫停办（1937年10月－1946年3月）
- 绥远省立包头中学（1946年3月－1954年8月）
- 包头市第一中学（1954年8月至今）

## 校址变迁
- 1925年6月起校址：位于东河区东门大街
- 1927年4月时校址：东河区吕祖庙梁耶稣教堂及吕祖庙十字街
- 1929年后校址：金龙王庙街南端史油房巷内（今包二中所在地）
- 1950年7月后校址：原包头师范、正心中学、崇真中学、伊盟中学并入包头中学，在原南门外的正心中学院内新建校舍（即现校址）
- 2019年将正式搬迁新校址（北梁区）

## 知名校友
- 高博，央视主持人
- 师炜，又名铁豆，网络运动博主，中国首位F1学院赛车手